# 陳守仁 (粵劇學者)
陳守仁（1957年7月16日—），祖籍廣東東莞，香港音樂學者，歷任香港中文大學音樂系教授、文化管理文學士課程兼任教授，主要從事粵劇及粵曲研究。

## 生平
陳守仁出生於香港。1981年畢業於香港中文大學音樂系學士學位；1984年於美國匹茲堡大學取得民族音樂學碩士，1986年再於該校取得民族音樂學博士。
1987年返回香港後任教於母校香港中文大學音樂系，1990年創立「粤劇研究計劃」，系統性搜集與整理粵劇、粵曲相關資料。於該學系歷任講師、高級講師、副教授、教授，至2008年1月離職。他是香港少數長期有系統地研究粵劇史的學者之一。
2008年初遷居英國，2015年回流香港定居，繼續從事粵劇研究，並重返香港中文大學擔任文化管理文學士課程兼任教授。

## 公職
- 1988-？年：香港考試局（考評局前身）委員會成員[3]
- 1991-1994年：演藝發展局（藝術發展局前身）戲曲委員會成員[3]
- 2004-？年：民政事務局轄下粵劇發展諮詢委員會成員[5]

## 著作
- 《香港粵劇研究（上卷）》（1988年）[3][2]
- 《香港粵劇研究（下卷）》（1990年）[3][2]
- 《Improvisation in a Ritual Context: The Music of Contonese Opera》（1990年）[3]
- 《粵曲的學和唱：王粵生粵曲教程》（1991年初版，2020年第四版）[3][2][6]
- 《粵曲唱腔的基礎：王粵生粵曲教材選集》（1993年初版，1996年第二版）[3][2]
- 《王粵生圖傳：王氏相片彙輯》（1995年）[2]
- 《神功戲在香港：粵劇、潮劇及福佬戲》（1996年）[2]
- 《實地考查與戲曲研究》（1997年）[2]
- 《香港粵劇導論》（1999年）[2]
- 《粤劇音樂的探討》（陳守仁編，2001年）[7]
- 《香港粤劇劇目初探 (任白卷)》（2005年）[8]
- 《香港粤劇劇目概說, 1900-2002》（2007年）[4]
- 《書譜絃歌: 二十世紀上半葉粤劇音樂著述研究》（與李少恩、戴淑茵合著，2015年）[9]
- 《唐滌生創作傳奇》（2016年）[10]
- 《香港神功粵劇的浮沉》（與湛黎淑貞合著，2018年）[11]
- 《帝女花讀本》（與張群顯合著，2020年）[12]
- 《紫釵記讀本》（與張群顯、何冠環合著，2021年）[13]
- 《廣東戲劇史畧校注：早期粵劇史》（原著麥嘯霞，陳守仁編注，2021年）[14]
- 《粵劇簡明讀本》（2023年）[15]

## 軼聞
2005年，粵劇發展諮詢委員會內傳出一位博士委員批評粵劇老倌文化水平不足的傳言，後陳守仁承認他正是傳言所指之人，但他解釋原意是新晉粵劇演員教育水平普遍比過往為高，是提高表演的時機，無意貶低老倌。
2006年，香港中文大學文學院副院長陳永華涉嫌騙取租金津貼案，陳守仁曾參與15人組成的控方証人團隊出庭作供，其供詞與作為辯方証人的另一位中大音樂系學者余少華之証詞相違，但"區院暫委法院鄧立泰裁決時指，陳選擇性地憶述事件，沒有說出全盤真相，而控方證人音樂系教授陳守仁的證供，較辯方證人同系副教授余少華及陳永華的證供可信"。